# Ariel (Plath)
Ariel es el último poemario de Sylvia Plath. Se publicó póstumamente en 1965. Contiene algunos de sus poemas más famosos, Daddy y Lady Lazarus.
Este poemario suscitó mucha controversia entre la comunidad feminista. En el momento de su suicidio en 1963, Sylvia Plath dejaba un manuscrito prácticamente acabado, titulado Ariel y otros poemas. La primera edición publicada es parecida a este manuscrito, pero no igual, Ted Hughes, marido y albacea literario de Sylvia, quitó algunos poemas para evitar que su obra pareciera manida y repetitiva. Algunos críticos consideraron esto una intromisión a la voluntad de Sylvia Plath, para otros no era tal ya que, Ted Hughes y Sylvia Plath tenían por costumbre ayudarse a finiquitar las obras de ambos.
Se publicó una nueva edición La Edición Restaurada: Ariel en 2004. con prefacio de Frieda Hughes, hija de Sylvia Plath y Ted Hughes.

## Contenido (versión de 1965)
Los poemas con asterisco (*) no figuran en el original de Sylvia Plath, y los añadió Ted Hughes. La mayor parte de ellos, los escribió Sylvia en sus últimas semanas de vida.
1. Morning Song (Canto matinal)
2. The Couriers (Los correos)
3. Sheep in Fog (Borrega en la niebla) *
4. The Applicant (El candidato)
5. Lady Lazarus (Doña Lázaro)
6. Tulips (Tulipanes)
7. Cut (Corte)
8. Elm (El olmo)
9. The Night Dances (Danzas nocturnas)
10. Poppies in October (Amapolas en octubre)
11. Berck-Plage (Berck Plage)
12. Ariel (Ariel)
13. Death & Co. (Muerte y Cía.)
14. Lesbos
15. Nick and the Candlestick (Nick y el candelabro)
16. Gulliver (Gulliver)
17. Getting There (Llegar)
18. Medusa (Medusa)
19. The Moon and the Yew Tree (La luna y el ciprés) *
20. A Birthday Present (Regalo de cumpleaños)
21. Mary's Song (sólo en la versión de EE. UU.) *
22. Letter in November (Carta de noviembre)
23. The Rival (El rival)
24. Daddy (Papá)
25. You're (Eres)
26. Fever 103° (41 de fiebre)
27. The Bee Meeting (El encuentro de las abejas)
28. The Arrival of the Bee Box (La llegada de la caja de abejas)
29. Stings (Picaduras)
30. The Swarm (sólo en la versión de EE. UU.) *
31. Wintering (Hibernación)
32. The Hanging Man (El ahorcado) *
33. Little Fugue (Pequeña huida) *
34. Years (Años) *
35. The Munich Mannequins (Los maniquís de Múnich) *
36. Totem (Tótem) *
37. Paralytic (Paralítica) *
38. Balloons (Globos) *
39. Poppies in July (Amapolas en julio) *
40. Kindness (Bondad) *
41. Contusion (Contusión) *
42. Edge (Borde) *
43. Words (Palabras) *

## Poemas del manuscrito original no publicados en 1965
1. The Rabbit Catcher (El cazador de conejos)
2. Thalidomide (Talidomida)
3. Barren Woman (Yerma)
4. A Secret (Secreto)
5. The Jailor (El carcelero)
6. The Detective (El detective)
7. Magi
8. The Other (La otra)
9. Stopped Dead (Muerte detenida)
10. The Courage of Shutting-Up (El valor de callarse)
11. Purdah
12. Amnesiac (Amnesia)